# Алікант Буше

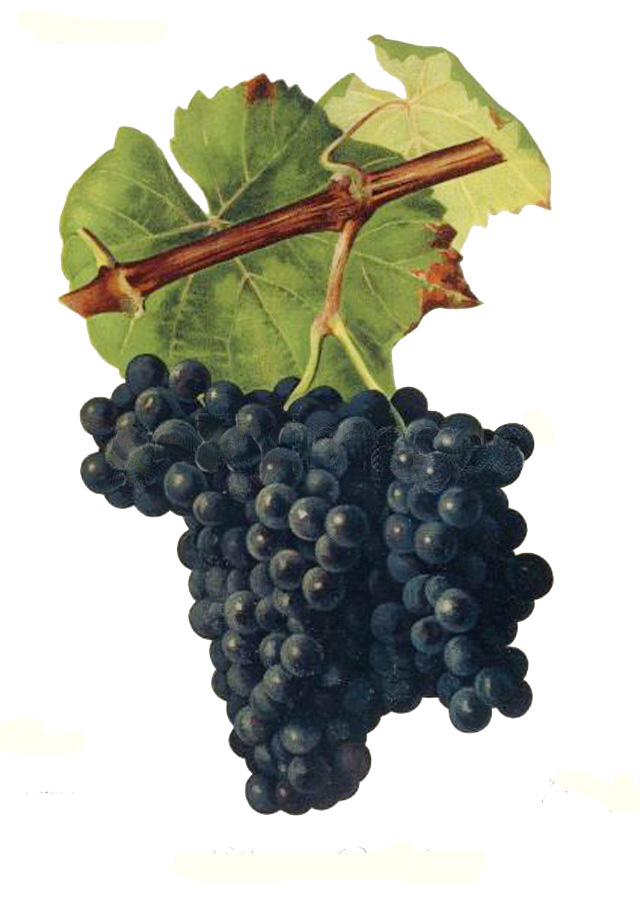
Алікант Буше

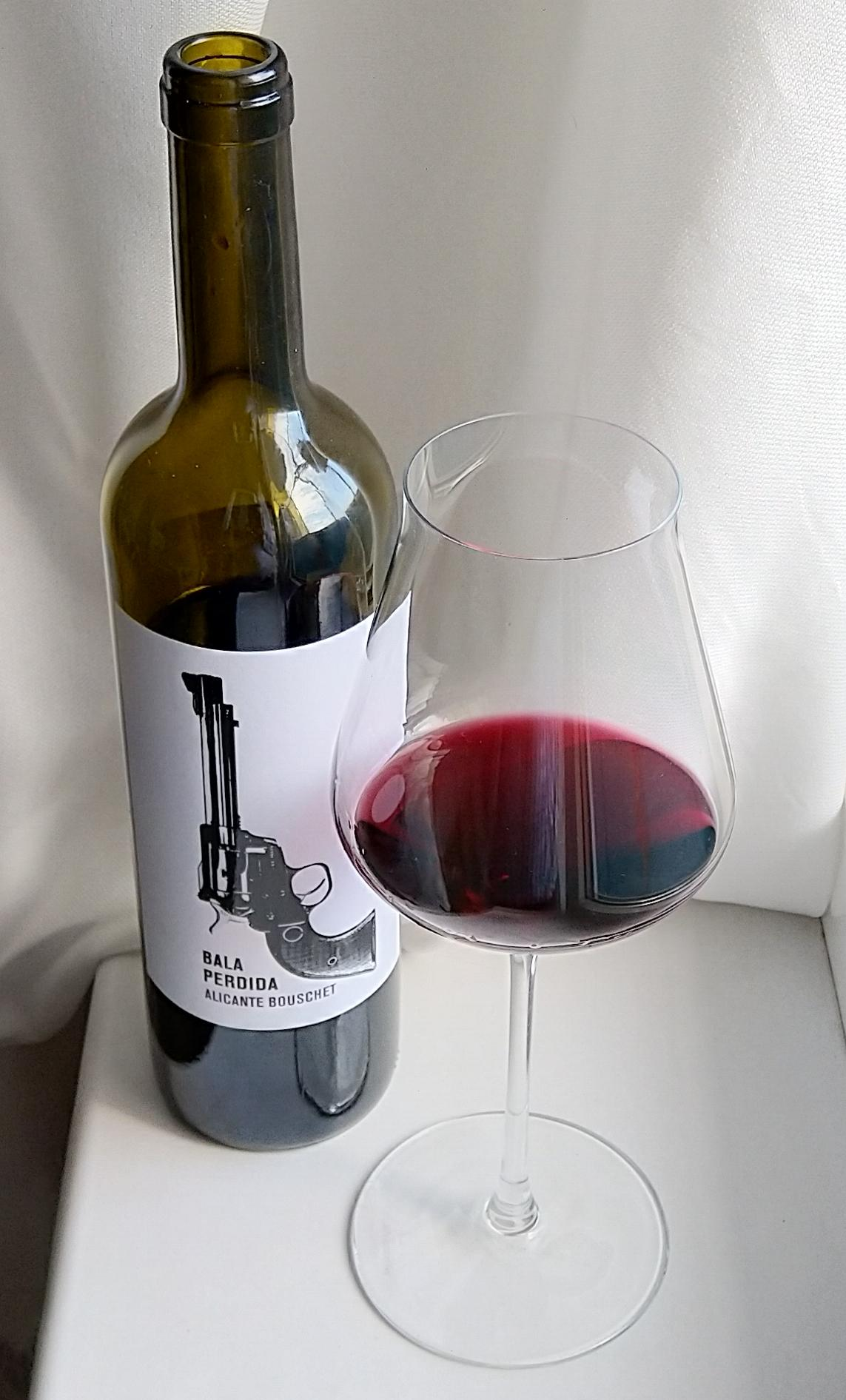
Іспанське вино з Алікант Буше

Алікант Буше (фр. Alicante Bouschet) — французький технічний сорт червоного винограду.

## Історія
Виведений у Франції в 1866 році Генріхом Буше шляхом схрещування сортів Гренаш та Пті Буше. В Україні шляхом схрещування сортів Алікант Буше та Каберне Совіньйон був створений технічний сорт винограду одеський чорний.

## Розповсюдження
Сорт вирощується у Франції — на південному заході, а також у провінціях Прованс та Лангедок-Русійон. Також його вирощують в Іспанії (де він відомий під назвою гарнача тінторера), Португалії, в Центральній Італії, Північній Африці, Ізраїлі, Чилі, США (Каліфорнія).

## Характеристики сорту
Середньостиглий сорт. Листя великі, середньорозсічені, з загнутими вниз краями, гладенькі, темно-зелені, знизу мають опушення. Квітка двостатева. Гроно середнє, ширококонічне, гіллясте, щільне. Ягоди середні, округлі, синювато-чорного кольору. Шкірочка товста, покрита нальотом кутину. М'якоть соковита та забарвлена у червоний колір. Сік також інтенсивно забарвлений. Смак простий. Період від початку розпускання бруньок до промислової зрілості ягід 170 днів при сумі активних температур 3000 °C. Кущі середньорослі. Урожайність 65-70 ц/га. Сорт не стійкий до мільдью, оїдіуму, сірої гнилі та особливо антракнозу. Вимогливий до тепла, нестійкий до посухи.

## Характеристики вина
Алікант Буше використовується для виробництва купажних вин (для надання вину забарвлення). У Іспанії та Португалії з нього виробляють високоякісні моносортові вина з виразними фруктовими нотами, м'якою оксамитовою текстурою і насиченим смаком.

## Синоніми
Сорт має велику кількість синонімів — англ. Alicant de Pays, Alicante, Alicante Bouchet, Alicante Bouschet 2, Alicante Extra Fertile, Alicante Femminello, Alicante H. Boushet, Alicante Henri Bouschet, Alicante Nero, Alicante Noir, Alicante Tinto, Alicantina, Alikant Buse, Alikant Buse Bojadiser, Alikant Bushe, Alikant Bushe Ekstrafertil, Alikant Bushe Nr. 2, Alikant Genri Bushe, Alikante Henri Bouschet, Aragonais, Aragones, Arrenaou, Baga, Bakir Uezuemue, Barvarica, Blasco, Bojadiserka, Carignan Jaune, Cupper Grape, Dalmatinka, Garnacha, Garnacha Tintorera, Lhadoner, Kambuša, Moraton, Mouraton, Murviedro, Negral, Pe de Perdiz, Pe de Pombo, Petit Bouschet, Redondal, Rivesaltes, Rivos Altos, Roussillon, Rouvaillard, Sumo Tinto, Tinta Fina, Tinta Francesa, Tinto, Tinto Nero, Tinto Velasco, Tintorera, Tintorera de Liria, Tintorera de Longares, Tinturao, Uva di Spagna.